# Albrecht Rüdt von Collenberg-Bödigheim
Albrecht Freiherr Rüdt von Collenberg-Bödigheim (* 29. November 1845 in Bödigheim; † 26. November 1909 in Heidelberg) war ein badischer Richter und Politiker.

## Leben
Albrecht Rüdt von Collenberg-Bödigheim studierte Rechtswissenschaften an der Universität Heidelberg und wurde 1865 Mitglied des Corps Suevia Heidelberg. Er trat nach dem Studium in den richterlichen Dienst des Großherzogtums Baden ein und wurde 1873 Referendär dann 1877 Amtsrichter am Amtsgericht Überlingen und 1879 am Amtsgericht Offenburg. Zuletzt war er Landgerichtsdirektor des Landgericht Karlsruhe. Rüdt von Collenberg-Bödigheim war Badischer Kammerherr und gehörte der ersten Kammer der Badischen Ständeversammlung an.